# Campeonato Mundial de Baile de Tango 2013
El Campeonato Mundial de Baile de Tango 2013 es la XI edición del Campeonato Mundial de Baile de Tango, una competencia internacional entre bailarines de tango que se realiza anualmente desde 2003, durante el mes de agosto, en Buenos Aires. Se compite en dos categorías: tango escenario y tango de pista. El campeonato se realiza en el marco del evento Tango Buenos Aires Festival y Mundial. En la edición de 2013 asistieron 550.000 personas y compitieron 556 parejas de 37 países, seleccionados en rondas preclasificatorias en varias partes del mundo.

## Características
El Campeonato Mundial de Baile de Tango se realiza anualmente en Buenos Aires durante el mes de agosto y forma parte del evento cultural Buenos Aires Tango Festival y Mundial de Baile, que tiene una duración de dos semanas.
A la edición de 2013 asistieron 550.000 personas y compitieron 556 parejas de 37 países, seleccionados en rondas preclasificatorias en varias partes del mundo. La participación es libre y gratuita para aficionados y profesionales. En esta oportunidad, por primera vez, participaron parejas del mismo sexo, sin que se produjera ningún incidente.

## Desarrollo
El Campeonato Mundial tuvo una etapa preclasificatoria con sedes en varias partes del mundo. En 2013 se realizaron competencias preclasificatorias en Estados Unidos (San Francisco), Italia (Terracina), Rusia (Moscú), China (Pekín), Chile (Chillán) y Uruguay (Montevideo). A los competidores que surgen de dichas rondas preclasificatorias y de las sedes preclasificatorias ubicadas en todas las provincias argentinas.
Las semifinales se realizaron por subsede oficial del Campeonato, y los seleccionados representan a cada una de esas sedes. En la etapa semifinal, las parejas que representan a la Ciudad de Buenos Aires son las que obtuvieron entre el segundo y quinto puesto del Campeonato de Baile de la Ciudad y el primer puesto en la categoría Milongueros del
Mundo, del mismo torneo. Las parejas ganadoras del Campeonato de Buenos Aires y del Campeonato Europeo de Tango van directamente a la final.
El jurado, en ambas categorías, se integró con cinco miembros en las etapas clasificatorias, seis miembros en semifinales y siete miembros en la final. Cada miembro clasifica individualmente con un puntaje del uno al diez, y luego se establece un promedio que es la calificación definitiva. En cada categoría se establece una pareja ganadora, así como el segundo y tercer puestos. El premio de la pareja ganadora fue de 40.000 pesos argentinos en 2013 (equivalente a 8.000 dólares estadounidenses).
Las competencias se desarrollaron en las dos categorías contempladas en el reglamento: tango de pista y tango escenario. Las finales de una y otra modalidades se realizaron el último lunes y martes del festival, respectivamente. A la final llegaron 40 parejas en la modalidad tango de pista y 20 parejas en la modalidad tango escenario.

### Tango de pista

#### Características reglamentarias
El tango de pista (antes denominado tango de salón) se desarrolla en grupos de 10 parejas que bailan simultáneamente, sin elegir la música. Las parejas deben ubicarse en ronda y girar en sentido contrario al reloj. La competencia consta de cuatro rondas en las que se danzan tres canciones por ronda. A la etapa final del campeonato llegan 40 parejas.
Esta modalidad busca respetar las características esenciales de la danza de tango y establece reglas coregráficas más estrictas que modalidad tango escenario:
- El abrazo no puede romperse mientras dura la música, entendiéndose por abrazo que uno de los bailarines debe estar siempre "contenido" por el abrazo del otro integrante, en un sentido elástico;
- Están prohibido los saltos;
- La vestimenta no es tomada como parámetro de calificación.[4]

Por reglamento, el jurado está obligado a calificar teniendo principalmente "en cuenta la musicalidad, la conexión entre la pareja y la elegancia en el andar". En esta modalidad es fundamental la improvisación y la utilización de las figuras coreográficas populares (cortes, quebradas, corridas, barridas, sacadas al piso, enrosques, etc.).

#### Jurado de la final
- Miguel Ángel Zotto
- Pancho M. Pey
- Lorena Ermocida
- Ana María Schapira
- Elina Roldan
- Melina Brufman
- Daniel García

#### Desarrollo
La pareja de Maximiliano Cristiani y Jesica Arfenoni superaron en la final por solo 7 centésimos a Jimena Hoeffner y Fernando Carrasco, “tri” Campeones de Buenos Aires y que eran considerados favoritos por los observadores.
La pareja colombiana Alexandra Yepes Arboleda-Edwin Enrique Espinosa, quinta en la final, había salido campeona de la categoría Milongueros del Mundo de exigente Campeonato de Baile de la Ciudad de Buenos Aires 2013.

#### Resultado final
| Tango de pista. Final | Tango de pista. Final                           | Tango de pista. Final | Tango de pista. Final | Tango de pista. Final |
| Pos.                  | Pareja                                          | Ciudad                | País                  |                       |
| --------------------- | ----------------------------------------------- | --------------------- | --------------------- | --------------------- |
| 1                     | Jesica Arfenoni-Maximiliano Cristiani           | Buenos Aires          | Argentina             |                       |
| 2                     | Fernando Carrasco-Jimena Hoeffner               | Buenos Aires          | Argentina             |                       |
| 3                     | Manuela Rossi-Juan Malizia Gatti                |                       | Argentina             |                       |
| 4                     | Frank Obregón-Jenny Gil                         |                       | Venezuela             |                       |
| 5                     | Alexandra Yepes Arboleda-Edwin Enrique Espinosa |                       | Colombia              |                       |

### Tango escenario
La final de la modalidad tango escenario se llevó a cabo en el estadio Luna Park el 27 de agosto de 2013.

#### Características reglamentarias
El tango escenario se desarrolla con parejas que bailan solas y eligen la música. Cada una baila cuatro minutos. Se caracteriza por el despliegue coreográfico y dramático de cada pareja. A la final llegan 20 parejas.
Esta modalidad, a diferencia del tango de pista, busca la libertad coreográfica y la expresión de las múltiples variaciones con las que el baile de tango se presenta en el mundo, pero sin perder identidad:
- Se permite romper el abrazo pero el reglamento también advierte que debe tener "razón de ser y (realizarse) en beneficio de la presentación";
- Se permiten los saltos y utilizar recursos de otras danzas, pero sin superar un tercio del tiempo de la presentación;
- La coreografía debe incluir "las figuras clásicas del tango: los ochos, los giros, las caminatas largas, los voleos, los ganchos y el «abrazo milonguero»";
- La vestimenta puede ser punto de evaluación.[4]

#### Jurado
Integración del jurado de la final:
- Pablo Verón
- Laura Roata
- Fernando Galera
- María Nieves
- Guillermina Quiroga
- Ana María Stekelman
- Claudio Hoffmanm

#### Desarrollo
La pareja ganadora estuvo integrada por Guido Palacios, 26 años de Villa Flandria y Florencia Zárate, 24 años de Ramos Mejía. Para sus cuatro minutos eligieron en tango "Emancipación", de Alfredo Bevilacqua.

#### Resultado final
| Tango escenario. Final | Tango escenario. Final                             | Tango escenario. Final      | Tango escenario. Final | Tango escenario. Final |
| Pos.                   | Pareja                                             | Ciudad                      | País                   |                        |
| ---------------------- | -------------------------------------------------- | --------------------------- | ---------------------- | ---------------------- |
| 1                      | Guido Palacios-Florencia Zárate Castilla           | Villa Flandria              | Argentina              |                        |
| 2                      | Nahir Macarena Schinca Rosas-Nicolás Matías Schell | Merlo (Buenos Aires)        | Argentina              |                        |
| 3                      | Juan Pablo Bulich-Rocio García Liendo              | Buenos Aires                | Argentina              |                        |
| 4                      | Talia Salome Gorla-Matias Gabriel Casali           | San Fernando (Buenos Aires) | Argentina              |                        |
| 5                      | Dmitry Vasin-Esmer Omerova                         | Subsede Rusia               | Rusia                  |                        |